# Leptochiton gloriosus
Leptochiton gloriosus är en blötdjursart som beskrevs av Kaas 1985. Leptochiton gloriosus ingår i släktet Leptochiton och familjen Leptochitonidae. Inga underarter finns listade i Catalogue of Life.